# Dikélame
Dikélame es el álbum debut del cantante de gitano español Jorge González.

## Lista de canciones
1. Xikilla baila
2. Cada día más loco
3. Hola mi amor
4. Dame veneno
5. Todos me lo dicen
6. Anda que no
7. Mírame
8. Donde esté tu corazón
9. Bailar contigo
10. Ya es tarde
11. Lunas de miel
12. Quiero más y más

## Posiciones en listas
| País   | Lista      | Mejor posición |
| ------ | ---------- | -------------- |
| España | PROMUSICAE | 31             |